# Southeast Division (NBA)
Die Southeast Division ist eine Division in der nordamerikanischen Basketball-Liga NBA, die der Eastern Conference untergliedert ist und fünf Teams umfasst. Der Divisionssieger erhält seit der Saison 2021/22 die Earl-Lloyd-Trophäe.
Zum Start der Saison 2004/05 gab es durch die Expansion der Liga von 29 auf 30 Teams (die Charlotte Bobcats traten der NBA bei) in der Eastern Conference zu viele Mannschaften für nur zwei Divisions. Während in der Western Conference die Northwest Division und die Southwest Division eingeführt wurden, entstand in der Eastern Conference die Southeast Division.

## Die Teams
Folgende Teams spielen in der Southeast Division:
- Atlanta Hawks
- Charlotte Hornets
- Miami Heat
- Orlando Magic
- Washington Wizards

## Gewinner
| Jahr | Name          |
| ---- | ------------- |
| 2005 | Miami Heat    |
| 2006 | Miami Heat    |
| 2007 | Miami Heat    |
| 2008 | Orlando Magic |
| 2009 | Orlando Magic |
| 2010 | Orlando Magic |
| 2011 | Miami Heat    |
| 2012 | Miami Heat    |

| Jahr | Name               |
| ---- | ------------------ |
| 2013 | Miami Heat         |
| 2014 | Miami Heat         |
| 2015 | Atlanta Hawks      |
| 2016 | Miami Heat         |
| 2017 | Washington Wizards |
| 2018 | Miami Heat         |
| 2019 | Orlando Magic      |
| 2020 | Miami Heat         |

| Jahr | Name          |
| ---- | ------------- |
| 2021 | Atlanta Hawks |
| 2022 | Miami Heat    |
| 2023 | Miami Heat    |
| 2024 | Orlando Magic |
| 2025 | Orlando Magic |